# Stephen Randall Harris
Stephen Randall Harris (Poughkeepsie, 1802 – San Francisco, 27 aprile 1879) è stato un politico statunitense, 3° sindaco di San Francisco.